# Fudbalska Federacija na Makedonija

Früheres Logo bis 2014

Die Fudbalska Federacija na Makedonija (FFM) (mazedonisch Фудбалска Федерација на Македонија) ist der nordmazedonische Fußballverband. Er hat seinen Sitz in Skopje.
Die FFSM ist zuständig für die Organisation des Fußballs in Nordmazedonien und ist somit unter anderem für die Nordmazedonische Fußballnationalmannschaft verantwortlich. Zudem organisiert er den Ligabetrieb und ist Ausrichter des Nordmazedonischen Pokals.
Der Verband wurde 1949 gegründet. Drei Jahre nach der Unabhängigkeit des Landes im Jahr 1991 wurde er 1994 Mitglied der FIFA und der UEFA.

## UEFA-Fünfjahreswertung
Platzierung in der UEFA-Fünfjahreswertung:
(in Klammern die Vorjahresplatzierung). Die Kürzel CL, EL und CO hinter den Länderkoeffizienten geben die Anzahl der Vertreter in der Saison 2025/26 der Champions League, der Europa League sowie der Conference League an.
- 48.  (47)  Estland (Liga, Pokal) – Koeffizient: 7.207 – CL: 1, EL: 0, CO: 3
- 49.  (40)  Belarus (Liga, Pokal) – Koeffizient: 6.625 – CL: 1, EL: 0, CO: 3
- 50.  (52)  Nordmazedonien (Liga, Pokal) – Koeffizient: 6.000 – CL: 1, EL: 0, CO: 3
- 51.  (53)  Andorra (Liga, Pokal) – Koeffizient: 5.998 – CL: 1, EL: 0, CO: 2
- 52.  (50)  Wales (Liga, Pokal) – Koeffizient: 5.791 – CL: 1, EL: 0, CO: 2

Stand: Ende der Europapokalsaison 2023/24